# 아베 마사쿠니
아베 마사쿠니(阿部正邦)는 에도 시대 전기의 다이묘이다. 무사시 이와쓰키 번 제5대 번주, 단고 미야즈 번주, 시모쓰케 우쓰노미야 번주, 빈고 후쿠야마 번 초대 번주를 지냈다. 아베 종가 제5대 당주.
이와쓰키 번주 아베 사다타카의 차남으로 태어났으며 어머니는 도사번주 야마우치 도요마사의 딸이다.
| 전임 아베 마사하루 | 제5대 이와쓰키 번 번주 (후다이 아베 가문) 1671년 ~ 1681년 | 후임 이타쿠라 시게타네 |

| 전임 나가이 나오나가 | 미야즈 번 번주 (후다이 아베 가문) 1681년 ~ 1697년 | 후임 오쿠다이라 마사시게 |

| 전임 오쿠다이라 마사시게 | 우쓰노미야 번 번주 (후다이 아베 가문) 1697년 ~ 1710년 | 후임 도다 다다자네 |

| 전임 마쓰다이라 다다마사 | 제1대 빈고 후쿠야마 번 번주 (후다이 아베 가문) 1710년 ~ 1715년 | 후임 아베 마사요시 |